# Грејам (Тексас)
Грејам (енгл. Graham) је град у америчкој савезној држави Тексас. По попису становништва из 2010. у њему је живело 8.903 становника.

## Демографија
Према попису становништва из 2010. у граду је живело 8.903 становника, што је 187 (2,1%) становника више него 2000. године.
| Група             | 2000.         | 2010.         |
| Белци             | 7.299 (83,7%) | 6.819 (76,6%) |
| Афроамериканци    | 108 (1,2%)    | 107 (1,2%)    |
| Азијати           | 26 (0,3%)     | 46 (0,5%)     |
| Хиспаноамериканци | 1.169 (13,4%) | 1.821 (20,5%) |
| Укупно            | 8.716         | 8.903         |